# سان مارتن دانتارون
سان مارتن دانتارون (بالفرنسية: Saint-Martin-d'Entraunes)‏ هي بلدية فرنسية تقع في إقليم الألب البحرية من منطقة بروفنس ألب كوت دازور في جنوب شرق فرنسا. تبلغ مساحة هذه المدينة 40.05 (كم²)، وترتفع عن سطح البحر 1050 م، يبلغ عدد سكانها 84 نسمة حسب إحصاء المعهد الوطني للإحصاء والدراسات الاقتصادية سنة 2009 م. وترأس Bertrand Leflon البلدية خلال فترة (2008-2014).

## وصلات خارجية
- صفحة البلدية على موقع المعهد الوطني للإحصاء والدراسات الاقتصادية